# Guido Streichsbier
Guido Streichsbier (* 21. Oktober 1969 in Karlsruhe) ist ein ehemaliger deutscher Fußballspieler und -trainer.

## Werdegang

### Als Spieler
Streichsbier begann seine Karriere beim Karlsruher SC und spielte dort ab 1988 in der zweiten Mannschaft. Ab 1990 gehörte er auch dem Profikader an, kam allerdings zu keinem Bundesligaeinsatz. 1992 verließ er Karlsruhe und spielte zwei Jahre für den Oberligisten 1. FC Pforzheim. Mit Einführung der Regionalliga als 3. Spielklasse wechselte er 1994 zu TSF Ditzingen. 1996 kehrte er zurück zum KSC. Mit der zweiten Mannschaft gelang ihm im DFB-Pokal 1996/97 der Einzug ins Achtelfinale, in dem der Verein dem VfL Bochum mit 0:1 unterlag. Von 1997 bis 1999 spielte Streichsbier erneut für die TSF Ditzingen in der Regionalliga Süd. 1999 wechselte Streichsbier zur TSG 1899 Hoffenheim und stieg mit dem Verein zwei Mal auf. Er spielte unter Trainer Hansi Flick in der Fußball-Oberliga Baden-Württemberg und nach dem Aufstieg 2001 ein Jahr in der Regionalliga. In 77 Ligaeinsätzen schoss er 36 Tore.

### Als Trainer
Nachdem er seine aktive Fußballerkarriere beendet hatte, wurde Streichsbier Nachwuchstrainer in Hoffenheim. Von 2004 bis 2011 betreute er erst die U17 und dann die U19 des Vereins. Mit der U17 wurde er 2008 Deutscher Meister der U-17-Bundesliga. Mit der U19 gewann er 2010 den DFB-Junioren-Vereinspokal. 2011 übernahm er den Posten des Cheftrainers beim FC-Astoria Walldorf. Mit der Mannschaft gelang ihm in der Saison 2013/14 der Aufstieg von der Oberliga in die Regionalliga. Trotz eines Angebots des Vereins für eine weitere Zusammenarbeit übernahm Streichsbier im Sommer 2014 die deutsche U-18-Nationalmannschaft. Im März 2016 rückte er aufgrund von Marcus Sorgs Wechsel zur A-Nationalmannschaft übergangsweise zum Trainer der U-19-Nationalmannschaft auf. Bei der folgenden U-19-Europameisterschaft 2016 qualifizierte sich seine Mannschaft für die folgende U-20-Weltmeisterschaft 2017. Schon im August 2016 folgte auf ihn Frank Kramer, während Streichsbier Trainer der U-20-Nationalmannschaft wurde, die er bis Sommer 2017 betreute. Von 2017 bis 2018 betreute er die U-18-Nationalmannschaft. Von 2018 bis 2020 war Streichsbier Trainer der U-19 Nationalmannschaft. 2020/21 war er wieder Trainer der U-20-Nationalmannschaft. Von Juli 2021 bis Sommer 2023 war er Trainer der deutschen U-18-Nationalmannschaft. Im Sommer 2023 wurde Streichsbier Co-Trainer von Gerardo Seoane bei der Profimannschaft von Borussia Mönchengladbach.